# 多選禁止法案
多選禁止法案（たせんきんしほうあん）とは地方首長の多選を禁止する法案。日本においては法律レベルでの多選禁止を明記したものは制定されておらず、過去に法案として複数回提出されながら成立には至っていない。

## 概要
多選には、同一人物が長く同じ公職を務めることで、議会との関係の弛緩や権力集中の加速といった弊害があるとされる。日本を除くG8参加国においては、2007年時点の調査で、アメリカ合衆国とイタリアに部分的に多選制限が存在しており、また大韓民国にも地方自治体首長の4選禁止が規定されている。

## 日本での動き
日本において、地方首長の多選を禁止する法案が国会に提出されたことは過去に3回ある。
1954年法案
1954年に参議院に提出された都道府県知事の連続三選を禁止する法律案。公職選挙法第89条に「引き続き二期にわたって一の都道府県の知事の職に在った者又はある者は当該都道府県知事のそれに引き継ぐ期の知事の選挙における候補者となることができない」との文言を追加するものであった。
1967年法案
1967年に衆議院に提出された都道府県知事の連続四選を禁止する法律案。公職選挙法第87条の次に第87条の2として「引き続き三期にわたって一の都道府県知事の職にある者またはあった者は、当該都道府県の次の期の知事の選挙における候補者となることができない」と規定するものであった。また、公職選挙法第68条第2号を改正し、立候補禁止の知事の氏名を記載した投票は無効とすること、第86条で立候補の届け出につき所要の改正すること、法律施行の日に、すでに4期以上知事の職にある者に対しては、所要の経過措置を講ずることを規定している。
1995年法案
1995年に参議院に都道府県知事及び政令指定都市市長の連続4期を禁止する法律案。地方自治法第140条の次に第140条の2として「都道府県知事及び指定都市の市長は引き続き三期を超えて在任することができない」と規定し、公職選挙法第87条の次に第87条の2として「地方自治法の規定により都道府県知事または指定都市の長として引き続き在任することができない者は当該都道府県知事の選挙または当該指定都市の長の選挙における立候補者となることができないこととする」と規定するものであった。また、法律の公布の日から起算しで一年を経過した日から施行するものとし、また本改正に伴い、この法律施行の際に引き続き4期以上にわたり都道府県知事または指定都市の市長の職にある者に対して所要の経過措置を講ずるとした。
これらの法案はいずれも審議未了で廃案となった。

## 地方首長多選禁止規制論の議論
1999年に自治省で「首長の多選の見直し問題に関する調査研究会」が設置され、同年7月に「立候補の自由との関係について必要最小限の制約は憲法上も立法政策上も十分考慮されてよいと考えられる」旨の報告書が取りまとめられた。
2006年に総務省で「首長の多選問題に関する調査研究会」が設置され、2007年5月に「法律に根拠を有する地方首長多選制限について日本国憲法第14条・第15条・第22条・第92条・第93条に反するものとは言えない」「条例で在任制限を制度化する場合には、法律にその根拠を置くことが憲法上必要」「1期限りとする多選制限は候補者の被選挙権は選挙民の判断の機会を奪うことになり、基本的人権の観点から違憲となる可能性が高い」「連続就任を制限することが適当」「法律によって一律に多選制限をするか、多選制限の是非や具体的内容を条例に委ねることとするかは、立法政策の問題」とする報告書がまとめられた。